# Im Sommer wohnt er unten
Im Sommer wohnt er unten è un film del 2015 diretto da Tom Sommerlatte.